# Nie zadzieraj z fryzjerem
Nie zadzieraj z fryzjerem (ang. You Don't Mess with the Zohan) – amerykańska komedia sensacyjna z 2008 roku w reżyserii Dennisa Dugana.

## Opis fabuły
Zohan Dvirr jest najskuteczniejszym agentem Mosadu. Ale bardzo chciał zostać fryzjerem. Do realizacji marzeń nie doszło, bo rodzice się nie godzili, ponieważ stał się popularny. Jego głównym wrogiem jest terrorysta zwany Duchem. Zohan podczas akcji w Palestynie pozoruje własną śmierć. Trafia do Nowego Jorku. W celu lepszego ukrycia się zmienia swój wygląd i przybiera pseudonim Scrappy Coco. Tu, nie mogąc dostać wymarzonej pracy w salonie fryzjerskim Paula Mitchella, podejmuje pracę w salonie fryzjerskim należącym do Palestynki. Mimo emigracji, nawet w USA dogoniły go skutki niezamkniętych spraw z przeszłości, którym będzie musiał stawić czoła.

## Obsada
- Adam Sandler jako Zohan Dvirr
- John Turturro jako Fantom
- Emmanuelle Chriqui jako Dalia
- Nick Swardson jako Michael
- Lainie Kazan jako Gail
- Ido Mosseri jako Oori
- Rob Schneider jako Salim
- Mariah Carey jako ona sama

## Soundtrack
W filmie wykorzystano 2 piosenki szwedzkiego zespołu Ace of Base – Beautiful Life oraz Hallo, Hallo.